# Александрија (Грчка)
Александрија или Гида (грч. Αλεξάνδρεια) је град  и седиште истоимене општине у периферији Средишња Македонија, Грчка. Према попису из 2021. године било је 15.042 становника.
Према бугарском географу и историчару, Василу Канчову, у Александрији је 1900. године живело 410 Грка и 60 Рома.

## Познате личности
- Василис Цијартас, бивши грчки фудбалер